# Моральне переозброєння
Моральне переозброєння (англ. Moral Re-Armament, MRA) — міжнародний моральний і духовний рух, який у 1938 р. розвинувся з Оксфордської групи американського пастора  Франка Бухмана. Бухман очолював MRA протягом 23 років до своєї смерті в 1961 році. У 2001 році рух було перейменовано на Ініціативи змін.

## Історія

### Початок
У 1938 р. Європа переозброювалась військовим шляхом. Франк Бухман, який був ключовою особою Оксфордської групи, був упевнений, що одне лише військове переозброєння не вирішить кризи. На засіданні 3000 осіб у мерії Іст-Гема, Лондон, 29 травня 1938 р. він розпочав кампанію за моральне переозброєння. "Криза в принципі моральна, - сказав він. — Нації повинні переозброїтися морально. Моральне відновлення по суті є попередником економічного відновлення. Моральне відновлення створює не кризу, а впевненість і єдність на кожному етапі життя".
Ця фраза вловила настрій того часу, і багато громадських діячів Великої Британії виступали та писали на підтримку MRA. Британська зірка тенісу Г. В. Остін став редактором книги «Моральне переозброєння (Битва за мир)», якої було продано півмільйона примірників.
Подібна реакція була і у США. Мер Нью-Йорка оголосив 7–14 травня «тижнем MRA», і 14 тисяч людей прибули до Медісон-сквер-ґардена 14 травня на урочисте відкриття тижня. Через три тижні зала Конституції у Вашингтоні, округ Колумбія, стала свідком чергового представлення ідей MRA, якому надіслали повідомлення про підтримку 240 британських членів парламенту. А 19 липня 1939 року 30 000 людей взяли участь у запуску «Морального переозброєння» в Голлівудській чаші в Лос-Анджелесі.

### Воєнний час
Групи «Морального переозброєння» також утвердилось у багатьох країнах континентальної Європи, але воно було придушено у всіх країнах, окупованих нацистською Німеччиною. В Норвегії та інших місцях лідери МРА були ув'язнені. У 1945 р. під час вторгнення союзників у Європу було виявлено 126-сторінковий звіт  Ґестапо про Бухмана, Оксфордську групу та Моральне переозброєння. Документ Die Oxfordgruppenbewegung засуджує доктора Бухмана та Моральне переозброєння за "безкомпромісну позицію, спрямовану проти націонал-соціалізму... Він проповідує революцію проти Національної держави і, очевидно, став її християнським опонентом".
У 1940 році прозаїк Дафна дю Мор'є опублікувала історії простих британців, які знайшли надію та нове життя завдяки MRA під назвою «Приходь вітре, приходь негодо». Вона присвятила його "Франку Бухману, первісне бачення якого зробило можливим світ живих персонажів цих історій", і додала: "Те, що вони роблять з краю в край по країні, допомагаючи чоловікам і жінкам вирішити свої проблеми, і підготувати їх до того, що б не трапилось попереду, виявить своє національне значення у найближчі дні ". Книга продана накладом 650 000 примірників лише у Великій Британії.
Коли почалася війна, багато з тих, хто брав участь у кампанії за моральне переозброєння, приєдналися до сил союзників. Інші працювали над підвищенням морального духу та подоланням вузьких місць, особливо у галузях, пов'язаних з війною. Сенатор (пізніше президент) Гаррі Трумен, голова сенатського комітету США з військових контрактів, сказав у Вашингтоні на прес-конференції в 1943 році: "Підозра, суперництво, апатія, жадібність криються за більшістю вузьких місць. У цих ситуаціях з'являється група “Моральне переозброєння”. Там, де інші відступили і лише критикували, вони, засукавши рукави, стали до роботи. Вони вже досягли чудових результатів у впровадженні командної роботи у промисловості на принципах не "чия рація", а "що є рація".
У Великій Британії близько 30 працівників MRA були звільнені від військової служби для продовження цієї комунікаційної роботи. Коли Ернест Бевін став міністром праці в 1940 році, він вирішив їх призвати до війська. Понад 2500 священнослужителів та проповідників підписали петицію проти цього, що було підтримане 174 членами парламенту. Бевін чітко дав зрозуміти, що у разі поразки він подасть у відставку з уряду, і уряд наклав на своїх прихильників зобов'язання підтримати цю позицію. Як результат, працівники Оксфордської групи були виключені із законопроєкту про звільнення від військової служби.

### Після війни
Наприкінці війни працівники MRA повернулися до завдання встановлення тривалого миру. У 1946 р. 50 швейцарських сімей, що працювали в рамках MRA, придбали та відновили великий занедбаний готель у містечку Ко, Швейцарія. Там утворився центр європейського примирення, у засіданнях якого протягом наступних років взяли участь тисячі людей, зокрема канцлер Німеччини Конрад Аденауер та міністр закордонних справ Франції Роберт Шуман. Французький уряд нагородив Бухмана Кавалерським хрестом ордена Légion d'honneur, а німецький -  Великим Хрестом Ордена За заслуги. Історики Дуглас Джонстон та Синтія Сампсон описали цю роботу як "важливий внесок у одне з найбільших досягнень у всій історії сучасного державного мистецтва: вражаюче швидке франко-німецьке примирення після 1945 року".
У Великій Британії сотні прихильників пожертвували гроші на придбання Вестмінстерського театру в Лондоні як живого меморіалу чоловікам і жінкам Морального переозброєння, які загинули на військовій службі. Багато військовослужбовців зробили свої внески до справи. Протягом наступних 50 років театр представляв безліч вистав та мюзиклів. Однією з найвідоміших була пантоміма «Дай собаці кістку», яку показували на Різдво багато років поспіль, на радість тисячам дітей.
У Франції відомий філософ Габрієль Марсель був редактором книги "Un Changement d'Espérance à la Rencontre du Réarmament Moral", у якій були зібрані історії французького соціалістичного лідера, бразильського докера, африканського вождя, буддистського монаха, канадський промисловця та багатьох інших, хто знайшов новий підхід завдяки MRA. Англійське видання, опубліковане видавництвом Longman, отримало назву «Свіжа надія на світ».
MRA розпочала проведення конференцій на острові Макінак, штат Мічиган, у 1942 році, спочатку в The Island House (орендованому за 1 долар). Потім вони придбали покинутий готель Mission House та сусідню ділянку на східному кінці острова. У період з 1954 по 1960 рік вони побудували там великий навчальний центр, включаючи театр і звукову сцену. Звукова сцена була використана для створення кінофільмів, включаючи «Досвід коронування», «Голос урагану» та «Рішення опівночі».
У 1966 році MRA передала більшу частину власності на острові Коледжу Макінак. Було побудовано кілька нових приміщень, включаючи будівлю класної кімнати та бібліотеку. Цей незалежний вищий навчальний заклад функціонував з 1966 по 1970 рік. Він розробив програми державного управління та лідерства, а також більш традиційні навчальні програми.

### Глобальне розповсюдження
У 1950-1960-х роках робота MRA розширилася по всьому світу. Бухман був піонером у мультирелігійних ініціативах. За його словами, "MRA - це добрий шлях ідеології, натхненної Богом, на якій всі можуть об'єднатися. Католики, євреї та протестанти, індуїсти, мусульмани, буддисти та конфуціанці - всі вони вважають, що вони можуть змінитися, де це потрібно, і вони можуть прямувати цією дорогою добра разом".
Ці ідеї сподобалися багатьом африканським та азіатським країнам, які тоді рухались до незалежності від колоніального панування. Лідери цієї боротьби за незалежність віддали належне MRA за сприяння досягненню єдності між групами, що перебували в конфлікті, і за полегшення переходу до незалежності. У 1956 році король Марокко Мохаммед V надіслав послання Бухману: "Я дякую вам за все, що ви зробили для Марокко протягом останніх років випробувань. Моральне переозброєння має стати для нас, мусульман, таким самим стимулом, як і для вас, християн, і для всіх народів". У 1953 році Кім Бізлі-старший, майбутній міністр освіти Австралії, приєднався до руху після візиту до Швейцарії. Для нього "необхідність підтримувати істину і примирення, а також відмовлятись від вузької доцільності та взаємних звинувачень стала дедалі важливішою" .  У 1960 році архієпископ Макаріос та д-р Куджук, президент та віце-президент Кіпру, спільно надіслали перший прапор незалежного Кіпру Франку Бухману в Ко, визнаючи допомогу MRA.

### Критика
Деякі сили нападали на рух. У 1950-ті роки на MRA регулярно нападала закордонна служба Радіо Москви. У листопаді 1952 р. ними сказано: "Моральне переозброєння витісняє неминучу класову війну" постійною боротьбою між добром і злом ", і" має силу залучати радикальні революційні уми".
Католицький теолог Джон Гардон стверджував, що політичні ідеї руху були наївними, оскільки вони, мабуть, припускали, що моральне пробудження вирішить "соціальні проблеми, які непокоїли людство від початку історії". Інші католики дотримувалися іншої точки зору. У 1993 р. Кардинал Франц Кеніґ, архієпископ Відня, писав, що "Бухман спричинив переломний момент в історії сучасного світу завдяки своїм ідеям". 
Актриса Ґлен Клоуз, батьки якої брали участь у русі, описала це як культ.

### Вплив
MRA завжди активно працювала у промисловості та бізнесі. На думку Бухмана, менеджмент і робоча сила можуть "працювати разом, як пальці на руці", і для того, щоб зробити це можливим, він прагнув відповісти "на особисту волю в менеджменті та праці, яка одночасно і така права і така помилкова". Роль MRA полягала в тому, щоб запропонувати досвід, який звільнить серця та розум цих людей від спонукань або забобонів, які перешкоджають справедливим рішенням.
Вільям Ґроґан, міжнародний віце-президент профспілки працівників транспорту Америки, заявив, що "між 1946 і 1953 роками лідери національних профспілок, представники місцевих профспілок, стюарди та члени профспілок із 75 країн пройшли навчання" з принципів MRA.  Еверт Куперс, протягом 20 років президент Нідерландської конфедерації профспілок, заявив, що "тисячі людей, які відвідали Ко, були глибоко вражені його посланням для нашого віку та щирою зичливістю, яку вони там знайшли". У Франції Моріс Мерсьє, генеральний секретар текстильних працівників Force Ouvriere, сказав: " Класова війна сьогодні означає половину людства проти другої половини, кожна з яких має потужний арсенал руйнувань. . . Ні одного крику ненависті, ні одної загубленої робочої години, ні одної пролитої краплі крові - ось революція, до якої МРА закликає босів і робітників " 
Сьогодні  Принципи круглого столу Ко для бізнесу впроваджуються бізнесом у багатьох країнах.

## Переконання
Рух мав християнське коріння, але він переріс у неформальну міжнародну мережу людей усіх конфесій та походження. Він виступав за те, що він називав " чотирма абсолютами" (абсолютна чесність, абсолютна чистота, абсолютна безкорисливість і абсолютна любов), і закликав своїх членів брати активну участь у політичних та соціальних питаннях. Однією з основних ідей руху було переконання, що зміна світу починається з пошуку змін у собі.

## Перейменування на "Ініціативи змін"
У 2001 році рух MRA змінив свою назву на Ініціативи змін (IofC). Неурядова організація, що базується в місті Ко (Швейцарія), "Ініціативи змін" виступають юридичною та адміністративною установою для об'єднання національних органів "Ініціатив змін" для цілей співпраці з такими організаціями, як Організація Об'єднаних Націй та Рада Європи тощо.
Серед національних ініціатив - «Надія в містах Сполучених Штатів»,  Форум Ко з питань безпеки людини у Швейцарії, Глобальний діалог корінних народів у Канаді та Центр врядування ІС в Індії.

## У ЗМІ
У 2014 році «Ініціативам змін» було присуджено Премію Усеймі за толерантність. Фонд Усеймі випустив буклет, в якому висвітлювались роботи Морального переозброєння та Ініціатив змін у примиренні та просуванні змін з 1946 року.
Група також згадується в книзі Реймонда Чандлера "Прощавай, моя мила" . Поліцейський каже Філіпу Марлоу: "Я думаю, що ми повинні зробити цей маленький світ знов від самого початку. Тепер візьміть Моральне переозброєння. Адже в ньому щось є. M-R-A: в цьому щось є, люба".

## Зовнішні посилання
- Ініціативи змін [Архівовано 27 вересня 2007 у Wayback Machine.], наступник МРА
- Хронологія історії організацій [Архівовано 27 вересня 2007 у Wayback Machine.], Ініціативи змін